# Adamphipyra
Adamphipyra là một chi bướm đêm thuộc họ Noctuidae.